# 嚴泰永
嚴泰永（：／ Eom Tae-young，1958年1月22日—），大韓民國保守派政治人物，第21屆韓國國會議員。